# James B. Dunn

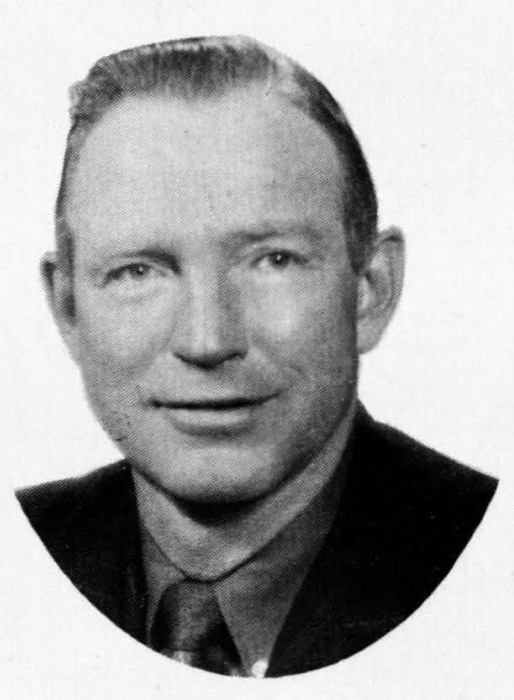
Imagem de James Bernard Dunn.

James Bernard Dunn (Lead (Dakota do Sul), 27 de junho de 1927) foi um político estadunidense no estado de Dakota do Sul. Ele era um membro do Senado do Estado de Dakota do Sul, de 1973 a 2000. Durante seu mandato senado estadual, ele representou os distritos 26 e 31. Ele é um ex-aluno da Universidade Estadual de Black Hills e um veterano no Exército dos Estados Unidos . Ele também sentou-se brevemente na Câmara dos Deputados de Dakota do Sul de 1971 a 1972.